# Nove
Nove is een gemeente in de Italiaanse provincie Vicenza (regio Veneto) en telt 4903 inwoners (2021). De oppervlakte bedraagt 8,1 km², de bevolkingsdichtheid is 615 inwoners per km².

## Demografie
Nove telt ongeveer 1777 huishoudens. Het aantal inwoners steeg in de periode 1991-2001 met 3,6% volgens cijfers uit de tienjaarlijkse volkstellingen van ISTAT.
| Jaar | Inwoneraantal |
| ---- | ------------- |
| 1991 | 4698          |
| 2001 | 4865          |

## Geografie
Nove grenst aan de volgende gemeenten: Bassano del Grappa, Cartigliano, Marostica, Pozzoleone, Schiavon.